# Enceladus Life Finder

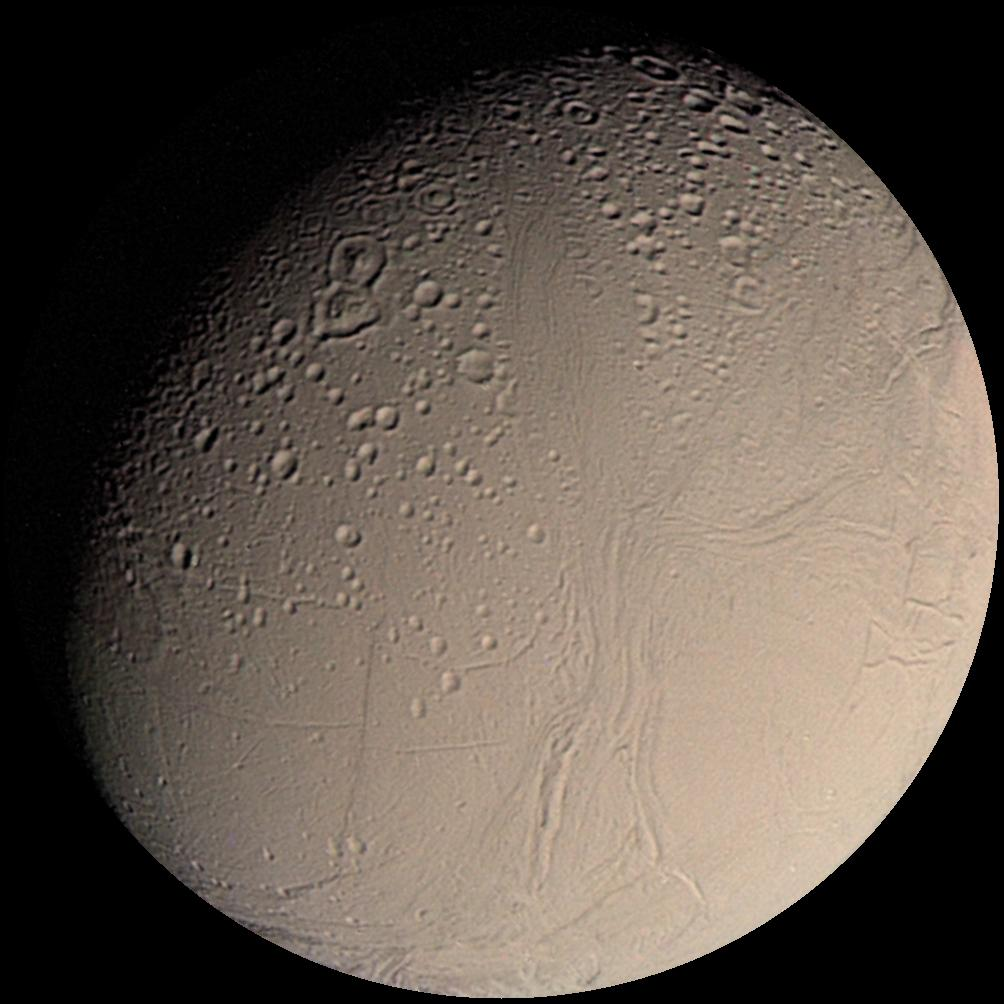
Світлина Енцелада, зроблена КА «Вояджер-2» у 1981 році: Вибоїни Самарканд — вертикальні борозни (нижче центру); кратери Алі-Баба і Алладін (вище по центру)

Enceladus Life Finder (ELF, «Шукач життя на Енцеладі») — запропонована місія НАСА, призначена для оцінки життєпридатності у внутрішньому океані Енцелада, який є 6-м за величиною супутником Сатурна і схожий за хімічним складом на комету. Апарат вийде на орбіту Сатурна і здійснить обліт через гейзероподібні плюми Енцелада багато разів. Живлення здійснюватиметься від сонячних батарей.

## Огляд місії

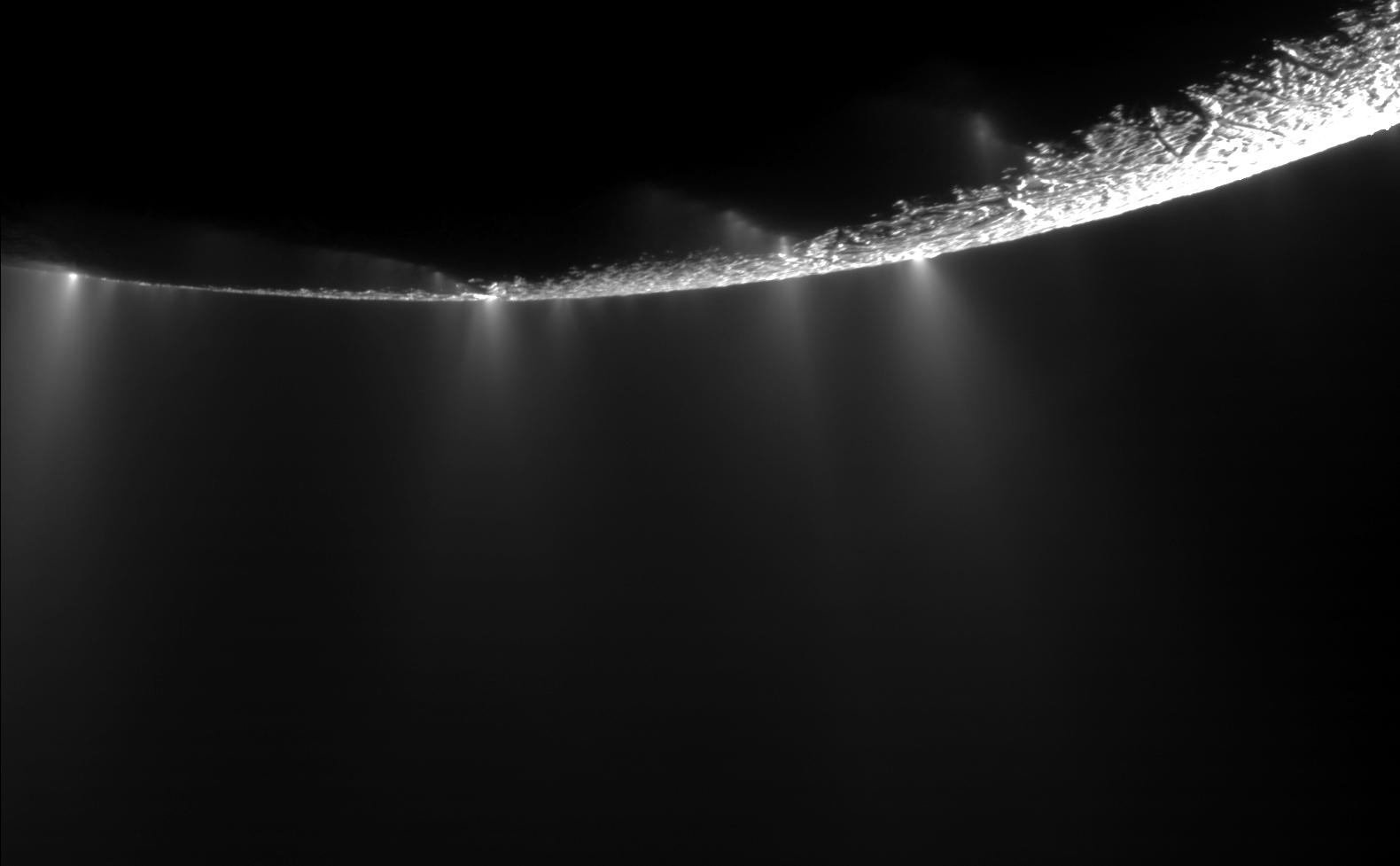
Південний полюс Енцелада — гейзери розприскують воду з багатьох місць «Тигрових смуг» — особливостей Енцелада.

Місія Enceladus Life Finder була запропонована у 2015 році для космічної програми «Discovery» як місія № 13. Якщо вона буде обрана, запуск має відбутись 31 грудня 2021 року. Місія Enceladus Life Finder має дослідити біосигнатури і біомолекули в гейзерах Енцелада. Південний полюс місяця випускає струмені води, солі й органічні сполуки на багато миль над поверхнею місяця з підповерхневого океану. Існує теорія, що вода підігрівається термальними отворами, які можуть мати аналогії на Землі. Інструменти Enceladus Life Finder виміряють амінокислоти — будівельні блоки білків — проаналізують жирні кислоти, і визначить чи був вироблений метан (CH4), який знайдений у плюмі, живими організмами. У 2008 році місія «Кассіні» пролетіла повз плюм і проаналізувала матеріал нейтральним масс-спектрометром. Апарат знайшов зразки простої органіки, включаючи метан, монооксид вуглецю (CO), діоксид вуглецю (CO2) азот, і комплекс органічних сполук. «Кассіні» також знайшов натрій і калій у концентраціях, які є у рідких солених океанах. Однак «Кассіні» не мав необхідного обладнання з необхідною чутливістю для цілеспрямованого аналізу.

### Концепт місії

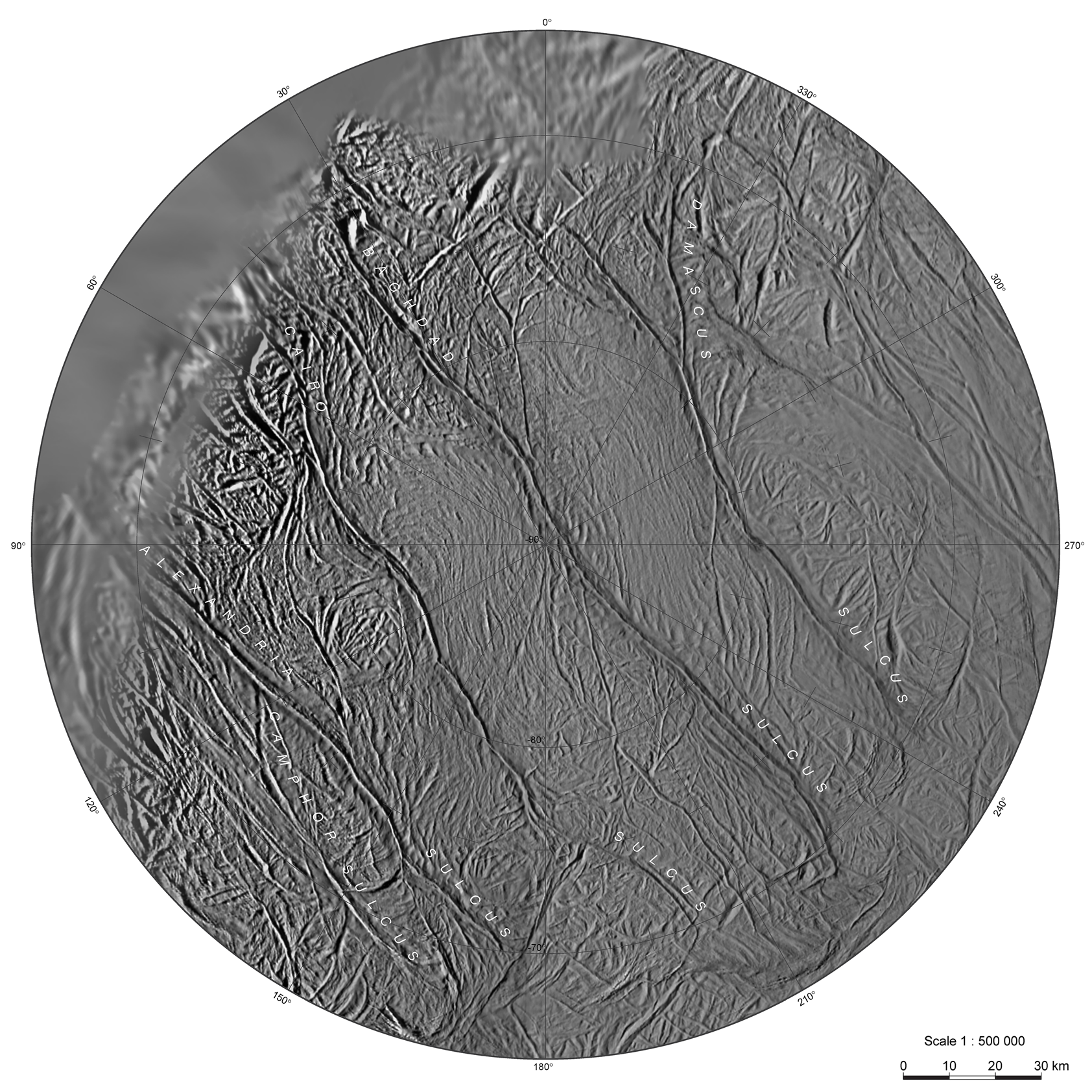
Композитна карта регіону південного полюсу Енцелада, на якому розміщені тріщини, які назвали «тигрові смуги» в місці розміщення гейзерів.

Місія Enceladus Life Finder перевірила б відкриття «Кассіні — Гюйгенс» 2005 року — активні струмені й існування підповерхневого океану на Енцеладі. Ця місія передбачає обліт Енцелада 8—10 разів за період 3 роки через плюми води на південному полюсі. Гейзери можуть надати легкий доступ до зразків підповерхневого океану, і, якщо в них є мікробне життя, льодяні частинки можуть містити ці докази, а астробіологи можуть ідентифікувати їх.

### Цілі
Цілі місії виходять безпосередньо з найважливіших питань останнього десятиліття: по-перше, визначити первинні джерела органіки і інформацію щодо теперішнього органічного синтезу; по-друге, визначити життєпридатність Енцелада де життя може існувати й сьогодні. Для того, щоб досягти цих цілей, Enceladus Life Finder має три цілі:
1. Вимірювання вмісту ретельно обраного набору нейтральних частинок, деякі з яких були знайдені Кассіні, щоб з'ясувати, чи дійсно органічні і летючі речовини, що надходять з Енцелада були термічно змінені з плином часу.
2. Визначити деталі структури морського середовища; pH, ступінь окислення, наявну хімічну енергію і температуру; що дасть змогу охарактеризувати загальну здатність океанського життя .
3. Надати відповідь на питання: Чи органіка — це результат біологічних процесів. Шляхом трьох незалежних вимірювань, які дозволять визначити наявність життя.

## Запропоноване наукове навантаження

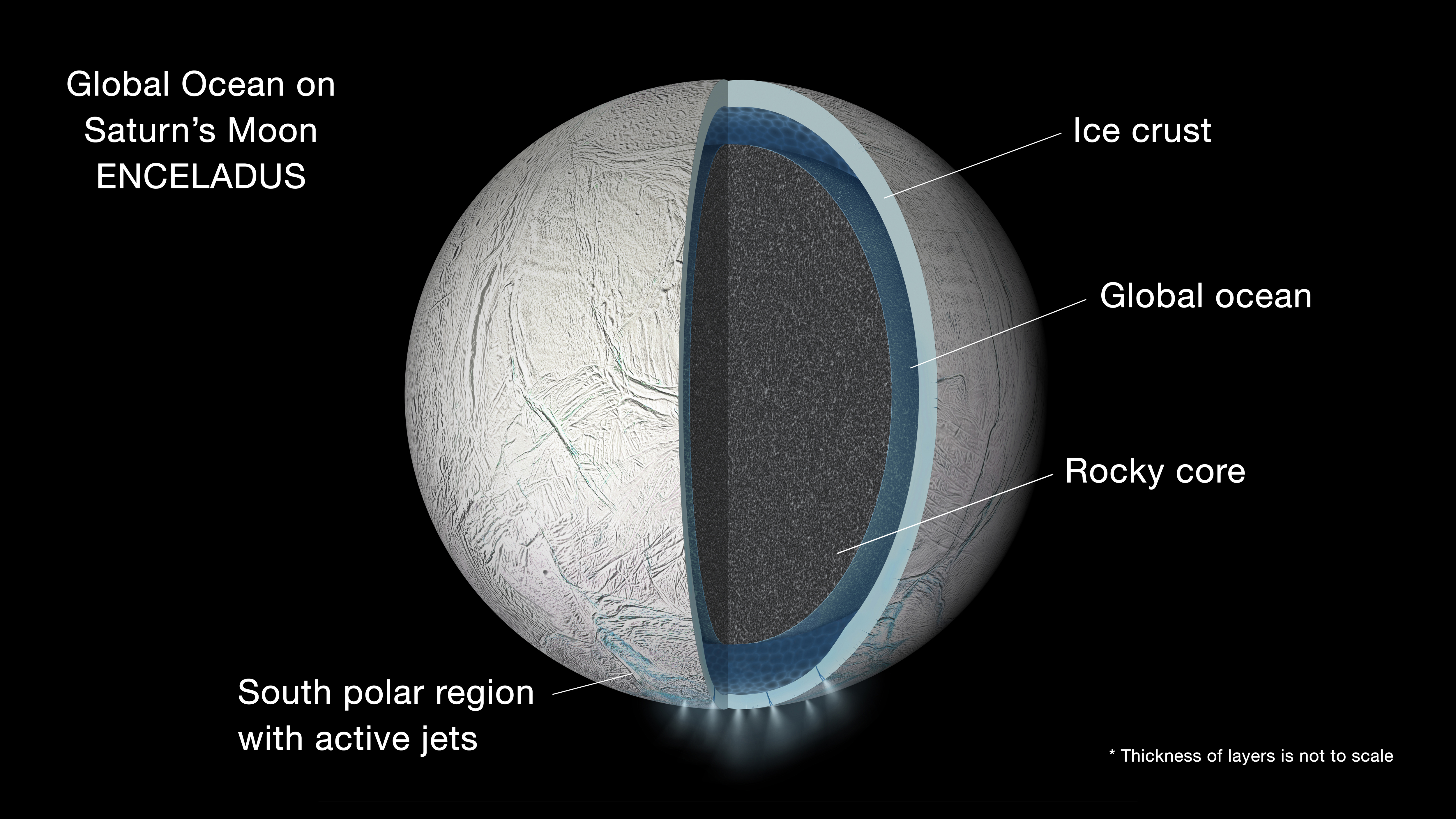
Гідротермальна активність Енцелада в уяві художника

Enceladus Life Finder має використовувати два мас-спектрометри для визначення життєпридатності структури океану Енцелада. Два наукових інструменти це:
- Мас-спектрометр для дослідження планети, оптимізований для аналізу газу, який виділяється з гейзерів.
- Аналізатор льодяних струменів Енцелада, оптимізований для аналізу твердих частинок з гейзерів.

КА «Кассіні — Гюйгенс» провів вимірювання невеликих частинок діоксиду кремнію, який зазвичай утворюється за температури 90 °C або вище, частинки були викинуті потоками з Енцелада. Розміри та склад частинок, як передбачається, походять з гідротермального джерела, де океан супутника зустрічається з кам'яною породою, це звичайне місце для життя організмів. Інструменти Enceladus Life Finder проводитимуть три види тестів, для того, щоб звести до мінімуму двозначність у виявленні життя. Перший вивчатиме характеристику розподілу амінокислот (будівельних блоків протеїнів). Другий тест вивчатиме розподіл і кількість вуглецю у жирних кислотах або терпеноїдах зміщених за певним правилом (навіть, непарних, або тих, що діляться на невелике ціле число). Третій тест зробить виміри вуглецю і ізотопну поширеність водню, разом із великою кількістю метану відносно інших алканів, щоб оцінити, чи потрапляють ці значення до діапазону протікання біологічних процесів.